# Forneby, Sala kommun
Forneby är en by i Möklinta distrikt (Möklinta socken) i Sala kommun, Västmanlands län (Västmanland). Byn ligger där Länsväg 832 utgår från Länsväg 830 och utgör den sydligaste delen av tätorten Möklinta.
Väster om byn finns den delvis igenväxta sjön Storsjön.